# Boyfriend (Selena Gomez)
Boyfriend è un singolo della cantante statunitense Selena Gomez, pubblicato il 17 aprile 2020 come quarto estratto dal terzo album in studio Rare.

## Descrizione
Il brano è stato scritto dalla stessa interprete insieme a Julia Michaels, Justin Tranter, Jon Wienner e Sam Homaee, mentre la produzione è stata affidata ai Roommates.

## Video musicale
Il video musicale, diretto da Matty Peacock, è stato reso disponibile il 10 aprile 2020. Il 29 aprile successivo è stata resa disponibile una versione identica all'originale, ma interpretata da sole bambole.

## Formazione
Musicisti
- Selena Gomez – voce
- The Roommates – percussioni
- Julia Michaels – cori
- Sam Homaee – sintetizzatore

Produzione
- The Roommates – produzione, produzione vocale
- Bart Schoudel – produzione vocale
- Jon Wienner – registrazione
- Chris Gehringer – mastering
- Tony Maserati – missaggio
- Will Quinnell – assistenza al mastering
- Miles Comaskey – assistenza al missaggio

## Successo commerciale
Boyfriend ha debuttato alla 55ª posizione nel Regno Unito grazie a 8 797 unità vendute nella sua prima settimana di disponibilità.

## Classifiche
| Classifica (2020) | Posizione massima |
| ----------------- | ----------------- |
| Austria           | 60                |
| Belgio (Fiandre)  | 91                |
| Belgio (Vallonia) | 65                |
| Canada            | 66                |
| Estonia           | 36                |
| Francia           | 159               |
| Germania          | 86                |
| Grecia            | 29                |
| Irlanda           | 35                |
| Lituania          | 22                |
| Portogallo        | 68                |
| Regno Unito       | 55                |
| Repubblica Ceca   | 59                |
| Slovacchia        | 38                |
| Stati Uniti       | 59                |
| Svizzera          | 63                |
| Ungheria          | 19                |

## Date di pubblicazione
| Paese       | Data           | Formato                | Etichetta       | Nota   |
| ----------- | -------------- | ---------------------- | --------------- | ------ |
| Regno Unito | 17 aprile 2020 | Contemporary hit radio | Interscope      | [ 18 ] |
| Italia      | 1º maggio 2020 | Contemporary hit radio | Universal Italy | [ 19 ] |